# Хайнц Гюнтхарт
Хайнц Петер Гюнтхарт (на френски: Heinz Peter Günthardt) е швейцарски тенисист.

## Биография
Хайнц Петер Гюнтхарт е роден на 8 февруари 1959 г. в Цюрих, Швейцария. 

## Кариера
Хайнц Гюнтхарт печели пет титли на сингъл по време на професионалната си кариера, включително WCT Ротердам Оупън през 1980 г. Достига най-високо място в световната ранглиста на сингъл, до номер 22 през април 1986 г.
Хайнц Гюнтхарт печели общо 30 титли на двойки. Печели Ролан Гарос през 1981 г. и Уимбълдън през 1985 г. с партньор Балаж Тароци. През 1985 г. печели Откритото първенство на САЩ на смесени двойки с Мартина Навратилова. Той е член на швейцарския отбор на Олимпийските игри през 1988 г.
Хайнц Гюнтхарт е треньор на Щефи Граф от началото на 1992 г. до края на кариерата на Граф през юли 1999 г., работи за кратко с Йелена Докич и Дженифър Каприати.
Хайнц Гюнтхарт е капитан на швейцарския отбор за Фед Къп от март 2012 г. Той достига финал с отбора през 2021 г. и печели Купата през 2022 г.

## Кариерна статистика

### ATP финали (5 титли; 9 финала)
|        | П–З | Година | Турнир               | Клас     | Настилка   | Опонент         | Резултат           |
| ------ | --- | ------ | -------------------- | -------- | ---------- | --------------- | ------------------ |
| Победа | 1–0 | 1978   | Спрингфийлд Гран При | Гран При | Килим (з)  | Харолд Соломон  | 6–3, 3–6, 6–2      |
| Победа | 2–0 | 1980   | Ротердам Оупън       | Гран При | Килим (з)  | Джийн Майер     | 6–2, 6–4           |
| Победа | 3–0 | 1980   | Южна Африка Оупън    | Гран При | Твърда     | Виктор Амая     | 6–4, 6–4           |
| Победа | 4–0 | 1980   | Суис Оупън           | Гран При | Клей       | Ким Уоруик      | 4–6, 6–4, 7–6      |
| Загуба | 4–1 | 1981   | Нидерландия Оупън    | Гран При | Килим (з)  | Балаж Тароци    | 3–6, 7–6, 4–6      |
| Загуба | 4–2 | 1982   | Цел ам Зее           | Гран При | Клей       | Хосе Луис Клерк | 0–6, 6–3, 2–6, 1–6 |
| Победа | 5–2 | 1983   | Тулуза Гран При      | Гран При | Твърда (з) | Пабло Арая      | 6–0, 6–2           |
| Загуба | 5–3 | 1983   | Щутгарт Оупън        | Гран При | Твърда (з) | Хосе Игерас     | 1–6, 1–6, 6–7      |
| Загуба | 5–4 | 1984   | Тулуза Гран При      | Гран При | Твърда (з) | Марк Диксън     | 4–6, 6–7           |